# オリーボーレン
オリーボーレン ( oliebollen) またはオリボーレン、オリボルンは、オランダおよびベルギーの伝統的なドーナツ。単数形はオーリボルまたはオリーボル、オリボール(oliebol, オランダ語発音: [ˈoːlibɔl])。現在の一般的なドーナツの起源となった。

## 概要
オランダではオリーボーレン（oliebollen、油でできたボールという意味）と呼ばれ、ベルギーではスマウテボレン（smoutebollen、ラードで揚げたボールという意味。ただし、smoute単体では「菜種油」を意味する。）、フランス語ではクルスティヨン（croustillons、ざらざらしたものという意味）と呼ばれている。英語ではオランダドーナツ (Dutch Doughnuts) としても知られている。現在はイタリア、クロアチアおよびスロベニアがまたがるイストリア半島の地域では同様の料理はフリトゥレ(fritule) やフリトーレ（イタリア語: frìtoła）、ブリンツ (blinci) と呼ばれ、セルビアではクロフネ (krofne) と呼ばれている。

## 作り方
オリーボーレンはダンプリングの一種で、アイスクリームディッシャーまたは2つのスプーンによって生地を一定量すくい上げ、熱した油で満たされた深い天ぷら鍋に生地を落とすことで作られる。このようにすることで、油の中でオリーボーレンは球状になる。オリーボーレンは伝統的に、大晦日に食べられる。また、移動遊園地でも売られている。冬場になると、通りの屋台で売られることもある。
オリーボーレンは、小麦粉、卵、酵母、塩少々、牛乳、ベーキングパウダーから作られ、通常はブドウの一種であるサルタナ、カシス、レーズン、柑橘類の皮、果物の砂糖漬けが用いられる。オリーボーレンの変種の中では有名なものとしてアップルベニエが挙げられる。これはスライスしたリンゴだけが含まれているものだが、オリーボーレンと違い、アップルベニエでは生地を少なくとも油の中で一時間は揚げ続けないといけない。オリーボーレンは通常は粉砂糖をまぶして提供される。
フランドル地域ではオリーボーレンはスマウテボレンと呼ばれ、しばしば植物油の代わりに動物性脂肪が用いられることが由来となっている。オランダのオリーボーレンとフランドル地方のスマウテボレンとの違いとしては、それ以外に、スマウテボレンはオリーボーレンとは対照的に普通は具材を中に何も入れないということが挙げられる。オリーボーレンは具材として、レーズン、カシス、リンゴが用いられ、その他に、果物の砂糖漬け、オレンジをカットしたもの、ホイップクリームも使われる。

## 起源と歴史

### 起源について
12月26日から1月6日、ユール（冬至の頃に行われる祭り）の期間中にオランダにおいてゲルマン人によって最初に食べられたと言われており、焼くための器具が使われたと言われている。ゲルマン神話に登場する女神ペルヒタは、悪霊と一緒に真冬の空を飛ぶとされている。その魂をなだめるために、食べ物が供えられたが、その多くは生地を揚げたものだった。ペルヒタは、出会った全ての魂の腹を切り開こうとしているが、オリーボーレンの油のために、オリーボーレンを食べた魂を切ろうとした彼女の剣は滑ってしまう、と言われている。発見されている一番古いオリーボーレンのレシピは、1667年に発行されたオランダの本『De verstandige kock "The smart/responsible cook"』で、当時は油でできたクッキーを意味する oliekoecken（オリークックまたはオリクック〈olykoek〉の複数形の古語）と呼ばれていた。
現在とは違い、この揚げ菓子の上にはクルミが乗せられていた。

### オリークックがオリーボーレンになるまで

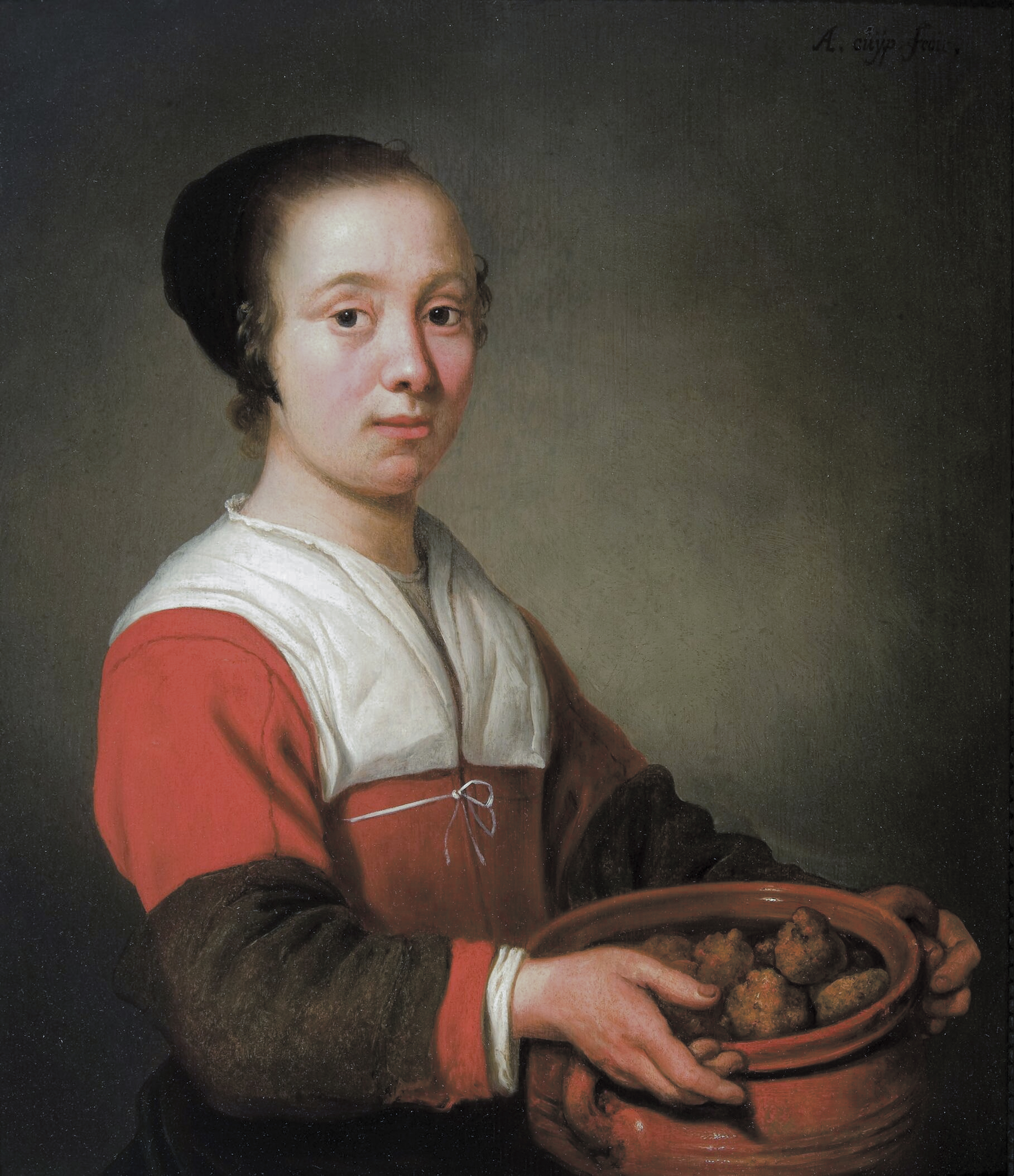
鍋いっぱいのオリーボーレンを抱えた若い女性 (アルベルト・カイプ作、1652年頃)

何世紀にもわたり、オランダ人はオリークック（oliekoek、油でできたクッキーという意味。オリーボーレンの古い名前。単数形）を食べてきた。1652年頃の絵画に描かれているオリーボーレンは現在一般的にみられる形状によく似ている。この頃は、生地を揚げるのにラードや菜種油が使われていた。19世紀には、オリーボーレンという言葉がより多く使われ始めた。ファン・ダーレ辞典の1868年版には、oliekoek という用語がより一般的であると述べたうえで oliebol（オーリボルまたはオリーボルまたはオリボール。オリーボーレンの単数形）という単語が掲載されたが、一方で、競合する辞典であるオランダ語辞典にはこの単語は1896年まで掲載されなかった。しかし、20世紀の初めになって、使用頻度の大きな変化が起こり、oliebol という言葉が一般的になり、 oliekoek は使われなくなった。

## バリエーション

### クルスティヨン
ベルギーのワロン地域、ブリュッセル、北フランスでも、オリーボーレンに非常に似た種類のものが見られる。クルスティヨンは、生地をボール状にして熱々に大量に揚げたもので、粉砂糖が掛けられている。通常は、紙製のコーン容器に盛り付けられ、小さなプラスチック製のフォークと一緒に提供される。クルスティヨンは、ベルギーとフランスのリールで一般的に見られる。

## オリーボーレンコンテスト
オランダの新聞社「Algemeen Dagblad」は1993年から毎年の年末にオリーボーレンコンテストを開催している。2012年にはマールセンにあるベーカリー「Willy Olink」が優勝した。また、2013年にはリチャード・フィッサーが優勝したが、彼は20年の間に9回優勝し、一人による最多優勝を記録した。